# Bilciîn, Izeaslav
Bilciîn (în ucraineană Більчин) este un sat în comuna Mîsleatîn din raionul Izeaslav, regiunea Hmelnîțkîi, Ucraina.

## Demografie
Componența lingvistică a localității Bilciîn
     Ucraineană (99,26%)
     Alte limbi (0,74%)
Conform recensământului din 2001, majoritatea populației localității Bilciîn era vorbitoare de ucraineană (99,26%), existând în minoritate și vorbitori de alte limbi.